# 特列季亞基夫卡 (比洛沃德西克區)
49°7′4″N 39°35′15″E / 49.11778°N 39.58750°E
特雷蒂亞基夫卡（烏克蘭語：Третяківка）是位於烏克蘭東部的村莊，由盧甘斯克州舊比利斯克區的比洛沃茨克市鎮負責管轄。該村始建於1924年，面積7.88平方公里，海拔高度61米，2001年人口527，人口密度每平方公里66.9人。